# Stuart Symington

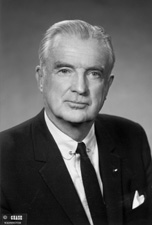
Senator Stuart Symington

William Stuart Symington, Jr. (* 26. Juni 1901 in Amherst, Massachusetts; † 14. Dezember 1988 in New Canaan, Connecticut) war ein US-amerikanischer Geschäftsmann, United States Secretary of the Air Force sowie langjähriger Senator für Missouri.

## Biografie

### Studium, Geschäftsmann und Regierungsbeamter
Der Sohn eines Rechtsanwalts studierte nach dem Besuch des Baltimore City College zwischen 1919 und 1923 an der Yale University, ohne allerdings einen Abschluss zu erzielen. Er leistete seinen Militärdienst in der US Army ab und wurde zuletzt zum Leutnant (2nd Lieutenant) befördert.
1924 heiratete er Evelyn Wadsworth, die Tochter des New Yorker Senators James Wolcott Wadsworth. Diese Heirat ermöglichte ihm den Eintritt in eine der Firmen von Wadsworth, wodurch er innerhalb von zwölf Jahren zum Millionär wurde. Trotzdem blieb er auch weiterhin als Geschäftsmann in der Privatwirtschaft tätig und wurde 1938 Präsident der Emerson Electric Company, die sich zu diesem Zeitpunkt in wirtschaftlichen Schwierigkeiten befand. Diese Position behielt er bis 1945.
Nach dem Ende des Zweiten Weltkrieges wechselte er 1945 in den Regierungsdienst und war zunächst Direktor der Verwaltung für den Grundbesitzüberschuss (Surplus Property Administration). 1946 wurde er Mitarbeiter im Kriegsministerium und war dort bis 1947 Assistent des Kriegsministers für die Luftfahrt (Assistant Secretary of War for Air).

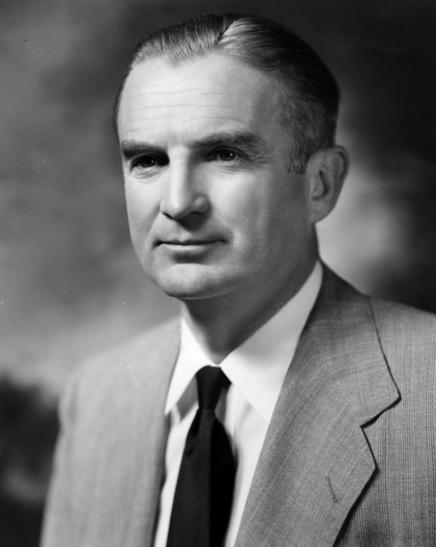
Symington während seiner Zeit als Secretary of the Air Force

Nach der Bildung des Verteidigungsministeriums der Vereinigten Staaten am 10. Juli 1947 wurde er nach der Gründung des US Department of the Air Force aufgrund des National Security Act am 18. September 1947 von Präsident Harry S. Truman zum ersten Secretary of the Air Force ernannt. Dieses Amt behielt er bis zum 24. April 1950 bei. Zugleich war er während dieser Zeit auch Mitglied des Nationalen Sicherheitsrates (National Security Council).
Anschließend war er zunächst Vorsitzender der Behörde für nationale Sicherheitsressourcen (National Security Resources Board) sowie zwischen 1951 und 1952 Administrator der Finanzierungsgesellschaft für Wiederaufbau (Reconstruction Finance Corporation).

### Demokratischer Senator und Präsidentschaftsbewerbung 1960
1952 lehnte er es ab, Commissioner der Major League Baseball zu werden. Stattdessen kandidierte er als Vertreter der Demokratischen Partei für einen Sitz im Senat der Vereinigten Staaten für den Bundesstaat Missouri. Dabei konnte er sich als Herausforderer gegen den republikanischen Amtsinhaber James Preston Kem durchsetzen und wurde als dessen Nachfolger Inhaber des ersten Senatorensitzes für Missouri (Senator Class 1). Als solcher gehörte er dem US-Senat vom 3. Januar 1953 bis zu seinem Rücktritt am 27. Dezember 1973 an. Dabei gelang ihm sowohl 1958 als auch 1964 und 1970 die Wiederwahl.
Bei der Wiederwahl in den Senat 1958 errang er 66,4 % der Stimmen. In den 1950er Jahren, in denen ein Senator selten mehr als 55 % der Stimmen auf sich vereinigte, war das „mehr als ein Erdrutsch“. Infolgedessen kam in der Presse sogleich die Frage auf, „ob Symington das Zeug für einen Präsidentschaftskandidaten hat“. Am 6. September 1959 gab er bekannt, bei der Präsidentschaftswahl in den Vereinigten Staaten 1960 antreten zu wollen. Seine Mitbewerber für die Nominierung als Präsidentschaftskandidat der Demokratischen Partei waren John F. Kennedy, Lyndon B.  Johnson, Hubert H. Humphrey, Adlai Stevenson, Wayne Morse, George Smathers und einigen weitere aussichtslose Politiker. Die Strategie seines Wahlkampfteams war es, vor allem die „Königsmacher“, die Parteibosse in wichtigen Bundesstaaten, für Symington zu gewinnen: Carmine DeSapio und Michael Prendergast in New York, Jake Arvey in Chicago, David Lawrence in Pennsylvania und andere. Symington wirkte überzeugend im kleinen Kreis, tat sich jedoch schwer, wenn er Menschenmengen ansprechen sollte. Obwohl er bei den Vorwahlen zwar in keinem einzigen Staat gewinnen konnte, erhielt er auf dem Nominierungsparteitag der Demokraten in Los Angeles vom 11. bis zum 15. Juli 1960 mit 86 Stimmen nach Kennedy (806 Stimmen) und Johnson (409 Stimmen) die drittmeisten Stimmen.

## Lebensabend
Nach seinem Ausscheiden aus dem US-Senat war Symington zwischen 1974 und 1977 Präsident der National Cathedral Association, einer Organisation zur finanziellen Unterstützung der Washington National Cathedral. Zuletzt war er von 1980 bis zu seinem Tode 1988 Stellvertretender Vorsitzender von First American Bankshares. Seine Grabstätte befindet sich in der Washington National Cathedral.

## Medien
Symington erschien am 19. Januar 1948 unter der Überschrift Secretary Symington sowie am 24. November 1958 unter der Überschrift Candidate Symington auf dem Titelbild des Nachrichtenmagazins TIME sowie am 9. Mai 1960 unter der Überschrift Candidate Stu Symington auf dem Titelbild des Nachrichtenmagazins Newsweek. Das 1977 verabschiedete Änderungsgesetz zum Foreign Assistance Act (Symington Amendment) wurde nach ihm benannt.

## Familie
Sein ältester Sohn James war zwischen 1969 und 1977 Mitglied des US-Repräsentantenhauses für den 2. Wahlbezirk von Missouri.